# Отолово
О́толово (Оттолов, Оттолово; бел. Ато́лава, Атало́ва, Атуло́ва) — озеро в Ушачском районе Витебской области Беларуси. Входит в Ушачскую группу озёр. Расположено в бассейне реки Дива. Объём воды — 0,02786 км³. Площадь поверхности — 8,2 км². Высота над уровнем моря — 128,6 м.

## Этимология
Название «Отолово» происходит от старинного слова «отулять», имеющее значение «охватывать что-либо». В данном случае подразумевалась сложная форма котловины, изобилующей заливами и полуостровами.
Существует топонимическая легенда, что озеро получило название от возгласа «Ото лов!». Эти слова якобы произнесли казаки Степана Пободайло, в ходе одного из эпизодов Хмельничины потерпевшие поражение от войска Януша Радзивилла под Полоцком и во время отступления вышедшие к озеру. Легенда связана с тем, что в озере и по сей день сохраняется очень богатая рыбная фауна.

## Физико-географическая характеристика
Водоём находится в 16 км к востоку от городского посёлка Ушачи, в центре Ушачской группы озёр. На берегу озера расположены деревни Загорье, Козьяны, Пилятовщина, Губинка, Кугони, Заречье и Косовщина.
Высота водного зеркала над уровнем моря составляет 128,6 м. Территория водосбора обладает сложным рельефом: заболоченные низины чередуются с протяжёнными грядами высотой 15—20 м и одинокими холмами, поросшими редколесьем и кустарником. Вдоль северного и северо-западного берегов озера тянется озовая гряда Бабьи горы, сложенная красно-коричневыми моренными суглинками.
Площадь зеркала составляет 8,2 км², длина — 9,4 км, наибольшая ширина — 2,2 км. Длина береговой линии — 38,8 км. Коэффициент извилистости береговой линии равняется 3,5. Наибольшая глубина — 16,4 м, средняя — 3,5 м. Объём воды в озере — 27,86 млн м³. Площадь водосбора — 325 км².

## Морфология
Котловина сложная, сильно вытянутая с востока на запад и состоит из нескольких широких плёсов. Юго-восточный плёс носит собственное название Кугонь. У озера сложный кружевной рисунок береговой линии, являющейся одной из самых длинных среди озёр Беларуси и уступающей по длине только озеру Нарочь. Подобному типу котловины соответствует сложное строение ложа и существенный разброс глубин. Максимальные глубины находятся в северо-западном плёсе; впадины с глубинами 8—12 м — на юге и крайнем востоке озера. Присутствует семь островов, наибольший из которых обладает площадью 16 га.
Высота северных и северо-западных склонов котловины достигает 30—35 м. Южный и юго-западный склоны более пологие, частично террасированные. Склоны Кугоньского плёса — низкие, заболоченные. Берега высокие, поросшие кустарником и лесом, местами заболоченные. Северный и северо-западный участки сливаются со склонами.
Дно преимущественно выстелено высокозольными кремнезёмистыми сапропелями, содержащими до 35—37 % органического вещества. В северо-западном плёсе на глубине преобладает глинистый ил, в юго-восточном — грубодетритовый сапропель с высоким содержанием органического вещества. Средняя мощность отложений ила и сапропеля составляет 5 м, максимальная достигает 11 м. Запасы сапропелей — 30,4 млн м³. Мелководье песчаное и песчано-илистое, в северо-западном плёсе песчано-галечное и каменистое. Крутые склоны впадин покрыты песчано-глинистыми отложениями.

## Гидрология
Озеро служит приёмником вод, текущих с юга. Основной приток воды обеспечивает река Дива, протекающая через озеро. Выше и ниже по течению Дивы располагаются озёра Урода и Туросы. На юге соединено широкой (20—25 м) протокой с озером Туросы. Кроме того, Отолово соединено ручьями и протоками с семью небольшими озёрами, в том числе на юге с озером Чёрная Урода и на юго-востоке — каналом с озером Липно.
Однако несмотря на значительное количество связей с другими водоёмами, вследствие сложной структуры котловины Отолово является слабопроточным озером. В северо-западном плёсе летом отмечается ярко выраженная температурная и кислородная стратификация. Нехватка кислорода на глубине проявляется как зимой, так и летом.
Минерализация воды достигает 300 мг/л, прозрачность — 2 м. Цветность воды невелика. Содержание органического вещества в воде — 6—10 мг/л. Реакция воды летом слабощелочная, зимой — нейтральная. Вода в озере считается достаточно чистой.

## Растительный мир
Озеро эвтрофное. Растительность в северо-западном и южном плёсах образует полосу шириной до 200 м. В озере произрастает водяной орех — реликтовое растение, занесённое в Красную книгу Республики Беларусь. На илистых отложениях преобладают растения с плавающими листьями (кувшинки, кубышки) и погруженные (телорез, рдесты). На песке вокруг островов и вдоль высоких крутых склонов произрастают камыш и тростник, формирующие полосы до 100 м шириной. Рядом с ними встречаются разреженные полосы рдестов (плавающего, пронзённолистного), гречихи земноводной.
Фитопланктон озера отличается богатством видового разнообразия. В его состав входят 117 видов водорослей, наибольшим количеством видов среди которых представлены зелёные и синезелёные. Концентрация биомасса фитопланктона составляет 27,6 г/м³.

## Животный мир
В составе зоопланктона выявлено 19 видов, концентрация его биомассы составляет 2 г/м³. По показателям биомассы первое место принадлежит веслоногим ракообразным. В составе зообентоса преобладают личинки хирономид. Его состав — 25 видов, концентрация биомассы — 2 г/м².
Ихтиофауна озера отличается богатством и разнообразием. Водятся речной угорь, судак, лещ, язь, щука, окунь, сазан, сом, карась, линь, налим, плотва, краснопёрка и другие виды рыб. Водоём неоднократно зарыблялся. Есть раки.

## Хозяйственное использование и экологическая обстановка
На озере производится промысловый лов рыбы. Организовано платное любительское рыболовство. Разрешена подводная охота. Местные жители осуществляют сбор аира, кубышки и других лекарственных растений. Через водоём проходит популярный туристический маршрут по Ушачским озёрам.
Деятельность человека оказывает заметное негативное влияние на состоянии озера. Значительный ущерб приносят как сбор сточных вод из близлежащих деревень, так и вырубка леса и распашка склонов почти до уреза воды. Это влечёт за собой интенсивное загрязнение воды, в том числе за счёт увеличения смыва почвенных частиц. В результате площадь зарастания озера увеличивается, а количество рыбы и раков уменьшается.

## Озеро Отолово в истории
На западных и южных берегах обнаружены следы доисторических стоянок человека.
Во время Ливонской войны русские войска воздвигли на берегу замок, получивший название Кречет. Во время восстания Богдана Хмельницкого близ озера также происходили боевые действия. Существует легенда, что на одном из островов, имеющем название Казацкий, соратники полковника Пободайло зарыли клад.